# Zuzgen
Zuzgen es una comuna suiza del cantón de Argovia, ubicada en el distrito de Rheinfelden. Limita al noroeste con la comuna Zeiningen, al norte con Mumpf, al noreste con Obermumpf, al sureste con Hellikon, y al suroeste con Buus (BL).

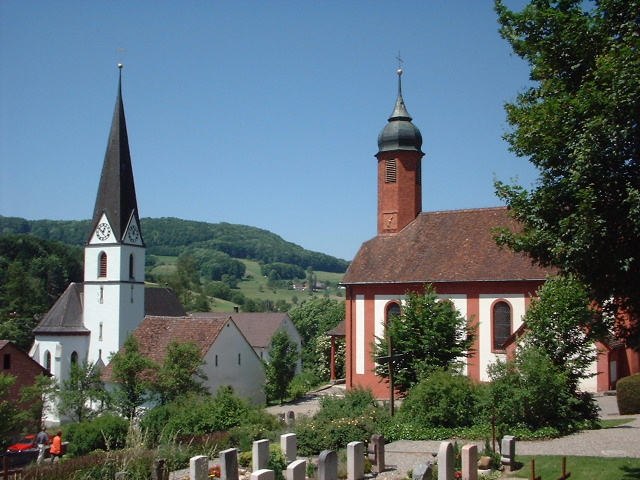
Zuzgen.